# Віла Велья
Віла Велья ( [ˈvilɐ ˈvɛʎɐ] ; з португальської  «Старе місто») — прибережне місто у штаті Еспіріту-Санту, Бразилія . Розташоване навпроти столиці штату - Віторії.  Станом на 2022 рік населення міста становило 467 722 осіб із загальною площею території  в 210,23 км².

## Розташування
Віла Велья є частиною столичного району Велика Віторія . На півночі від міста розташована Віторія, на заході — Каріасіка і Віана, на півдні — Гуарапарі, на сході — Атлантичний океан . Міст Депутадо-Дарсі-Кастелло-ди-Мендонса, відомий як Третій міст (порт. Terceira Ponte), є другим за висотою мостом у Бразилії, який з’єднує та зменшує відстань між містами  Віла Велья та Віторія.
Екологічний заповідник Жакаренема займає площу 307 га (760 акрів) та заснований в 1997 році. Територія заповідника простягається уздовж лінії узбережжя на південь від столиці разом з мангровим гирлом річки Джуку . Природоохоронним об'єктом на території пам'ятника природи Морро-ду-Пенеду є гранітна скеля висотою близько 132 м (433 футів) на узбережжі затоки Віторія.

## Економіка
Серед відомих корпорацій у Віла Велья —Garoto, один з найбільших виробників шоколаду в Бразилії.
Віла Велья зазнала періоду інтенсивного будівництва. На сьогодні, розташування великої кількісті розкішних будівель на головних пляжах міста  є звичайним явищем. Деякі критики стверджують, що даний процес  можна вважати надмірною урбанізацією раніше малорозвинутих територій, незважаючи на економічні можливості міста.

## Історія
Віла-Велья — найстаріше містечко штату Еспіріту-Санту. 23 травня 1535 року місто було вперше засноване як  Vila do Espírito Santo ("Село Святого Духа ")  Васко Фернандесом Коутінью, першим капітаном Еспіріту-Санту . (Прізвисько «Зелені Гомілки», яким називали жителів Віла - Велья, походить від назви зелених водоростей, які прилипали до ніг моряків, які поверталися з берега на корабель Коутіньо. )  Капітан був змушений повернутися до Португалії близько 1550 року, щоб найняти нових колоністів, оскільки їх було недостатньо для формування повноцінної колонії. Повернувшись до країни, капітан одразу помітив , що між колоністами, рабами та індіанцями точилися жорстокі суперечки, через які більшість жителів втекли на острів Віторія . У зв'язку з такими подіями, Коутіньо переніс столицю у Віторію. Згодом  Віла-Велья донедавна  залишалось спокійним містом. За переписом населення 1828 року у місті було нараховано 1250 осіб . Однак сьогодні Вілла-Велья є найбільшим містом у всьому штаті Еспіріту-Санту і нараховує приблизно 500 000 жителів.